# Самаркин, Вячеслав Викторович
Вячеслав Викторович Самаркин (6 августа 1933, Москва — 15 мая 1977, Москва) — советский историк-медиевист, специалист по исторической географии и средневековой демографии. Кандидат исторических наук, доцент кафедры истории Средних веков МГУ,

## Биография
Родился 6 августа 1933 года в Москве. Школьные годы пришлись на период Великой Отечественной войны, учился в средней школе в Нальчике.
В 1951 поступил на исторический факультет МГУ, который окончил с отличием.
После окончания университета проработал в течение двух лет преподавателем в педагогическом институте в Орле, а затем в 1958 году поступил в аспирантуру исторического факультета МГУ по кафедре истории средних веков. Вся последующая его жизнь была неразрывно связана с Московским университетом, где он работал с 1961 года сначала ассистентом, затем старшим преподавателем. В 1964 защитил кандидатскую диссертацию «Город и деревня в Северо-Восточной Италии XII—XIV вв.»; с 1970 года — доцент.
Являясь учеником двух крупнейших советских медиевистов профессора А. И. Неусыхина и академика С. Д. Сказкина, В. В. Самаркин продолжал разработку намеченного ими направления в науке. Ряд его работ был посвящён актуальной в медиевистике проблеме взаимоотношений города и деревни Италии XII—XIV веков. Одним из первых советских историков западного средневековья он ввёл в научный оборот ценные архивные материалы, изучив их в период своей стажировки в Италии в 1961 году.
Скончался 15 мая 1977 года после продолжительной тяжелой болезни, во время которой он не прекращал своей научной и преподавательской деятельности.

## Основные труды
Автор более 30 научных работ общим объёмом около 50 п. л., а также статей в «Советской исторической энциклопедии» (СИЭ) без подписи.
- Самаркин В. В. Восстание Дольчино : Учебно-методическое пособие для студентов исторических факультетов государственных университетов. — М.: Изд-во МГУ, 1971. — 92 с.
- Муравьёв А. В., Самаркин В. В. Историческая география эпохи феодализма: (Западная Европа и Россия в V—XVII веках) : Учеб. пособие для студентов ист. фак. пед. ин-тов. — М.: Просвещение, 1973. — 144 с.
- Самаркин В. В. Историческая география Западной Европы в средние века : Учеб. пособие для вузов по специальности «История» / Рец.: проф. В. Рутенбург. — М.: Высшая школа, 1976. — 248 с. — 15 000 экз.